# Паулет, Генри, 16-й маркиз Уинчестер

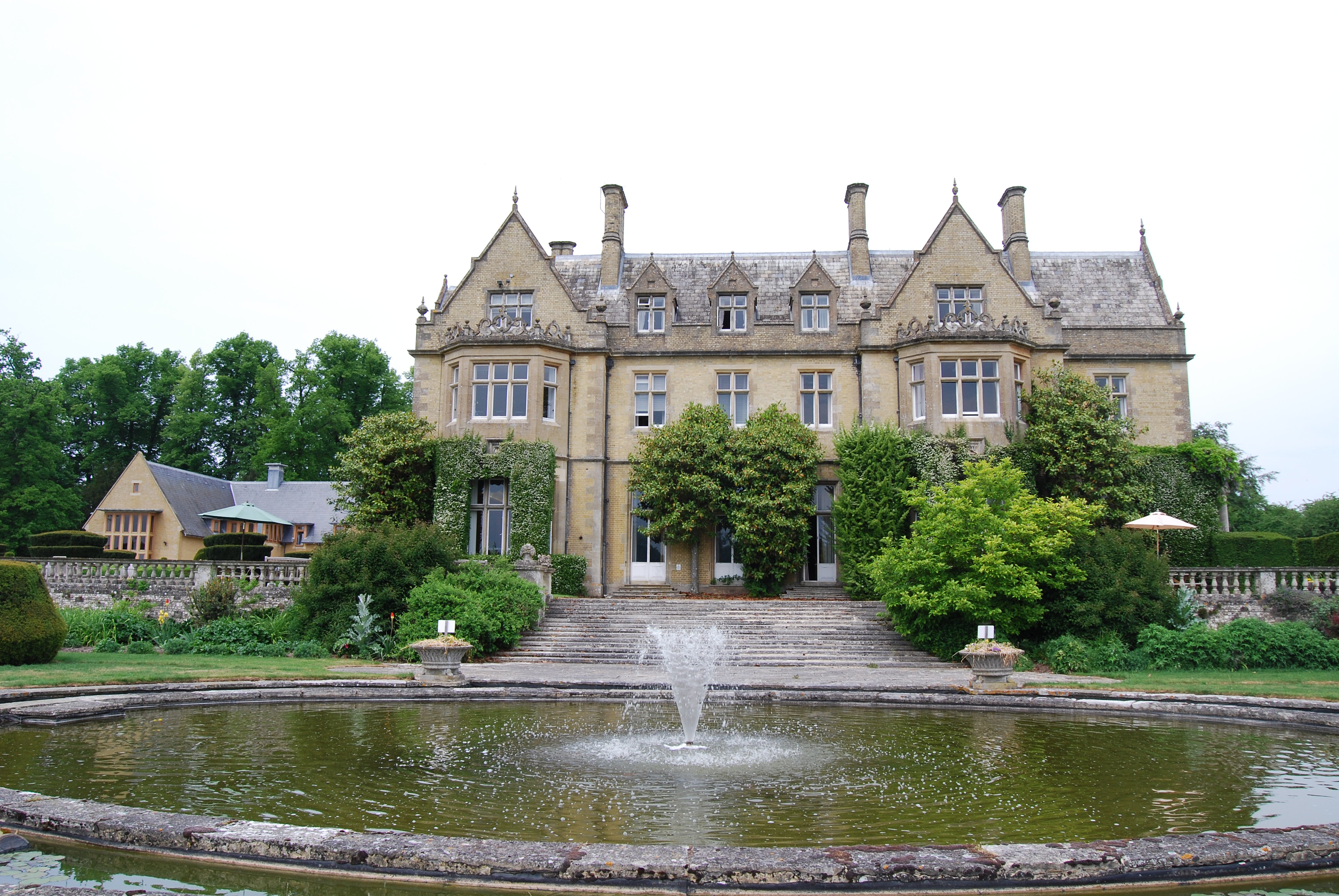
Ампорт-хаус, главная родовая резиденция

Генри Уильям Монтегю Паулет, 16-й маркиз Уинчестер (англ. Henry Paulet, 16th Marquess of Winchester; 30 октября 1862 — 28 июня 1962) — английский пэр, землевладелец, солдат, спортсмен, политик и бизнесмен. С 1887 по 1899 год он был известен как лорд Генри Паулет.
После юности, проведенной в основном в путешествиях и охоте, он стал лордом-лейтенантом Гэмпшира и председателем Совета графства Гэмпшир, затем служил в Гэмпширском полку и стрелковой бригаде во время Первой мировой войны. В 1920-х годах он был связан в бизнесе с Кларенсом Хэтри, что привело к его банкротству в 1930 году. Когда он умер в Монте-Карло в возрасте 99 лет, он был самым старым членом Палаты лордов.

## Ранняя жизнь
Родился 30 октября 1862 года. Младший сын Джона Паулета, 14-го маркиза Уинчестера (1801—1887), от брака с Мэри Монтегю (1828—1868), дочерью Генри Монтегю, 6-го барона Рокби, и Магдален Херли.
Он получил образование в Королевской военно-морской академии Берни в Госпорте, а затем много путешествовал, охотился на крупную дичь в Скалистых горах и посетил Индию, Цейлон, Китай и Японию. В 1891 году он отправился в Южную Африку, где стал другом и товарищем по охоте Сесила Родса .

## Пэрство
Полет унаследовал семейные титулы и поместья в 1899 году после смерти своего старшего брата, Августа Паулета, 15-го маркиза Уинчестера (1858—1899), который был убит в бою в битве при Магерсфонтейне.
Генри Паулет не имел детей, после его смерти в 1962 году титул перешел к его дальнему родственнику, Ричарду Чарльзу Паулету (1905—1968), правнуку 13-го маркиза Уинчестера. Его доля в родовых землях была оценена в размере 56 100 фунтов стерлингов (что эквивалентно примерно 1 200 000 фунтов стерлингов в 2019 году) плюс небольшая часть этой доли, включая другие активы в рамках трех грантов в 1963 году.

## Карьера
Он был лордом-лейтенантом Хэмпшира и хранителем рукописей (Custos Rotulorum) с 1904 по 1917 год, председателем Совета графства Хэмпшир с 1904 по 1909 год и президентом Территориальной ассоциации с 1909 по 1917 год.
16 января 1901 года лорд Уинчестер был произведен в младшие лейтенанты в Гемпширский карабинерский полк йоменов, но в августе 1902 года подал в отставку, сохранив свое звание. Во время Первой мировой войны лорд Уинчестер был переведен в звании лейтенанта в 3-й батальон Хэмпширского полка, а позже стал капитаном Хэмпширских карабинеров и майором 13-й стрелковой бригады. Он служил в британских экспедиционных войсках во Франции с 1915 по 1917 год.
В 1920-е годы он вошел в мир бизнеса в сотрудничестве с Кларенсом Хэтри и стал директором нескольких компаний Хэтри. 20 сентября 1929 года Лондонская фондовая биржа приостановила все акции группы Хэтри, и Хэтри признался в мошенничестве и подделке документов. Девять дней спустя начался обвал на Уолл-стрит. В апреле 1930 года в Высоком суде, фирме биржевых брокеров удалось добиться того, чтобы лорд Уинчестер лично обязался выплатить им 2996 фунтов стерлингов плюс судебные издержки в связи с акциями, которые он купил «от имени Austin Friars Trust», компании Хэтри. Однако, принимая решение в пользу истцов, судья, г-н Хоук, описал лорда Уинчестера как «честного и порядочного человека», который, несомненно, говорил то, что, по его мнению, было правдой. 8 ноября 1930 года маркиз Уинчестер был объявлен банкротом и впоследствии провел большую часть своей жизни за границей. В 1932 году он был освобожден от банкротства. В 1915—1928 годах он был совместным управляющим директором компании по электрическому освещению Лондонского сити.
В Англии он жил в Ампорт-хаусе недалеко от Андовера и на 1-й Портленд-Плейс, Вестминстер. Во время Второй мировой войны Ампорт-хаус был передан командованию технического обслуживания Королевских военно-воздушных сил. Маркиз Уинчестер скончался в Монте-Карло 28 июня 1962 года в возрасте девяноста девяти лет. Более года он был старейшим членом Палаты лордов, превзойдя рекорд, ранее принадлежавший Хардинджу Гиффарду, 1-му графу Хэлсбери (1823—1921).

## Личная жизнь
23 февраля 1892 года лорд Генри Паулет женился на Шарлотте Жозефине Говард (? — 28 декабря 1924), дочери полковника Джона Стэнли Говарда (1824—1883) из Баллина-Парка, графство Уиклоу, и вдове Сэмюэля Гарнетта из Арч-Холла, графство Мит. 19 января 1925 года он женился во второй раз на Кэролайн Хоффнунг (? — 10 февраля 1949), дочери Абрахама Хоффнунга и вдове майора Клода Маркса из легкой пехоты Хайленда. 2 июля 1952 года он в третий раз женился на Бапси Паври (1902 — 6 сентября 1995), дочери Хуршеджи Паври, верховного священника парсов в Индии. Три брака оказались бездетными.